# Den Dominikanske Republik ved sommer-OL 2016
Dominikanske Republik deltog under sommer-OL 2016 i Rio de Janeiro, Brasilien fra d. 5. august til d. 21. august. 

## Medaljevindere
| Medalje | Navn        | Sport     | Event            | Dato       |
| ------- | ----------- | --------- | ---------------- | ---------- |
| Bronze  | Luisito Pie | Taekwondo | Herrerenes 58 kg | 17. august |